# Acanthoxyla inermis
Acanthoxyla inermis är en insektsart som beskrevs av John Tenison Salmon 1955. Acanthoxyla inermis ingår i släktet Acanthoxyla och familjen Phasmatidae. Inga underarter finns listade i Catalogue of Life.